# Леонардопулос, Георгиос
Георгиос Леонардопулос  (греч.  Γεώργιος Λεοναρδόπουλος Коринф, Греческое королевство 1867 — 1936 ) — греческий офицер конца XIX — начала XX века. Один из руководителей военного путча 1923 года, получившиего в историографии имя Путч Гаргалидиса-Леонардопулоса.

## Молодость
Георгиос Леонардо́пулос родился в 1867 году в городе Коринф.
В 1884 году поступил в Военное училище эвэлпидов, которое окончил в 1889 году в звании младшего лейтенанта инженерного корпуса.
Принял участие в греко-турецкой войне 1897 года.
Будучи грамотным офицером, и имея всего лишь звание лейтенанта, Леонардопулос преподавал архитектуру в училище эвэлпидов в период 1902—1907 годов.

## Балканские войны
В Первую Балканскую войну (1912—1913) Леонардопулос командовал инженерной ротой мостостроителей и был ранен в бою при Команос.
Неудовлетворённость болгар результатами Первой Балканской войны привела к столкновению с бывшими союзниками, сербами и греками.
Во Βторой Балканской войне против болгар (1913) Леонрдопулос принял участие в качестве штабиста III дивизии генерал-майора Константина Дамианоса.
К концу войны и на подступах к болгарской столице, генерал-майор Дамианос принял командование группировкой греческих сил, состоящей из III и X дивизий.
В июле 1913 года, в ходе двухдневных ожесточённых боев в районе Печово, группировка Дамианоса, прикрывавшая левый фланг греческой армии, отбила наступление превосходящих болгарских сил и дала возможность греческой армии перейти в контранаступление:179,
После победного окончания войны Леонардопулос был членом комиссии определения границы с союзной Сербией.
По завершении работы комиссии был назначен начальником штаба VIII дивизии.

## Первая мировая война
С началом Первой мировой войны и наступившим Национальным расколом, Леонардопулос последовал за премьер-министром Венизелосом в Фессалоники и первоначально возглавил штаб армейского корпуса.
Впоследствии возглавил управление личного состава Военного министерства временного правительства в Салониках (1916).
После воссоединения греческого государства (1917), Леонардопулос занял пост заместителя начальника генерального штаба.
В 1918 году он принял командование ΙΧ дивизией.
Уже после окончания войны, 3/40 гвардейский полк эвзонов ΙΧ дивизии генерал — майора Георгиоса Леонардопулоса, 3 октября 1919 года занял город Ксанти в Западной Фракии, положив конец оккупации города, а затем всей Западной Фракии болгарами.

## Малоазийский поход
В 1919 году, по мандату Антанты, греческая армия заняла западное побережье Малой Азии. Севрский мирный договор 1920 года закрепил временный контроль региона за Грецией, с перспективой решения его судьбы через 5 лет на референдуме населения:16.
Завязавшиеся здесь бои с кемалистами стали приобретать характер войны, которую греческая армия была вынуждена вести уже в одиночку. Из союзников, Италия с самого начала поддержала кемалистов, Франция, решая свои задачи, стала также оказывать им поддержку. Однако греческая армия прочно удерживала свои позиции.
Христос Дзиндзилонис пишет, что греческая армия высадившаяся в Смирне не имела почти никакой свободы действий. О её действиях решения принимали военные власти Ближнего Востока, где основным критерием было удовлетворение требований и нужд внешней политики империалистических сил, в особенности англичан. Для каждого действия греческой армии было необходимо «подтверждение адмирала Калторпа (Somerset Gough-Calthorpe), или, в случае его отсутствия, командующего союзным флотом в Смирне».
6 мая 1919 года Межсоюзнический совет, в составе президента США Вильсона, премьер-министров Великобритании Дэвида Ллойд Джорджа, Франции Жоржа Клемансо и министра иностранных дел Италии Сиднея Соннино, провёл экстренное совещание. Греческий премьер-министр Венизелос воспользовался моментом и попросил разрешения на расширение плацдарма Смирны, с тем чтобы получить возможность для отражения турецких чет и обеспечить возвращение 300 тысяч беженцев, нашедших убежище на греческих островах после резни греческого населения во время Первой мировой войны. Разрешение было дано и греческая армия, по выражению историка Яниса Капсиса была готова «освободить священные земли, после 5 веков оккупации иноземцами»:44-45.

### Освобождение Восточной Фракии

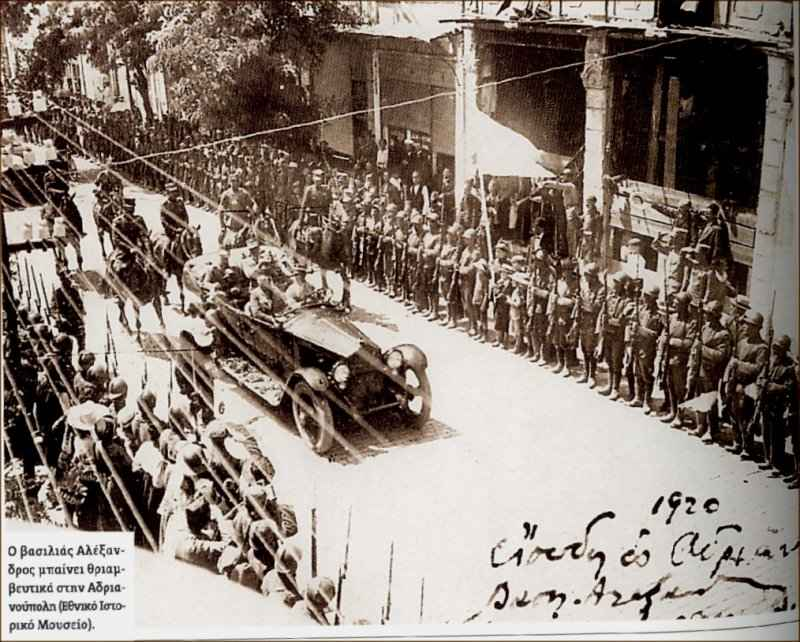
Вступление греческого короля Александра в освобождённый IX дивизией Леонардопулоса Адрианополь.

В ходе кампании, согласно Христосу Дзиндзилонису, греческая армия потеряла свой национальный характер и превратилась в экспедиционный корпус Министерства колоний Англии. Характерна телеграмма Венизелоса из Лондона командующему Параскевопулосу: «Английский военный министр уполномочил генерала Милна, если он сочтёт нужным, разрешить нашим войскам, в случае турецкой атаки, преследовать их и более трёх километров, при условии что после завершения операции, наши войска вернуться в пределы линии оккупации».
Разрешение на занятие Восточной Фракии было получено лишь летом 1920 года.
IX дивизия Леонардопулоса, без особого труда, разгромила в июле 1920 года под Адрианополем VII турецкий корпус и пленила его командующего Джафера Тайяра (Cafer Tayyar Eğilmez).
Последовало освобождение практически всей Восточной Фракии и дивизия Леонардопулоса остановилась в 50 км от Константинополя Вступление дивизии в город было запрещено союзниками.

### В Малой Азии
Однако в том же году, геополитическая ситуация изменилась коренным образом и стала роковой для греческого населения Малой Азии после парламентских выборов в Греции в ноябре 1920 года. Под лозунгом «мы вернём наших парней домой» и получив поддержку, значительного в тот период, мусульманского населения, на выборах победили монархисты.
Возвращение в страну германофила короля Константина освободило союзников от обязательств по отношению к Греции. Уже в иной геополитической обстановке и не решив вопрос с греческим населением Ионии, монархисты продолжили войну.
Леонардопулос был среди офицеров-венизелистов, которых монархисты оставили в армии на командных постах.
Он стал комдивом X дивизии, находившейся в составе III (северного) корпуса армии генерала Аристотеля Влахопулоса.
Командуя X дивизией, Леонардопулос принял участие в «Весеннем наступлении» 1921 года.
X дивизия, вместе с двумя другими корпуса, выступила из города Бурса.
В трёхдневных боях корпус взял Ковалицу, но не смог взять Авгин и отступил:44.

### Комдив «Отдельной дивизии»

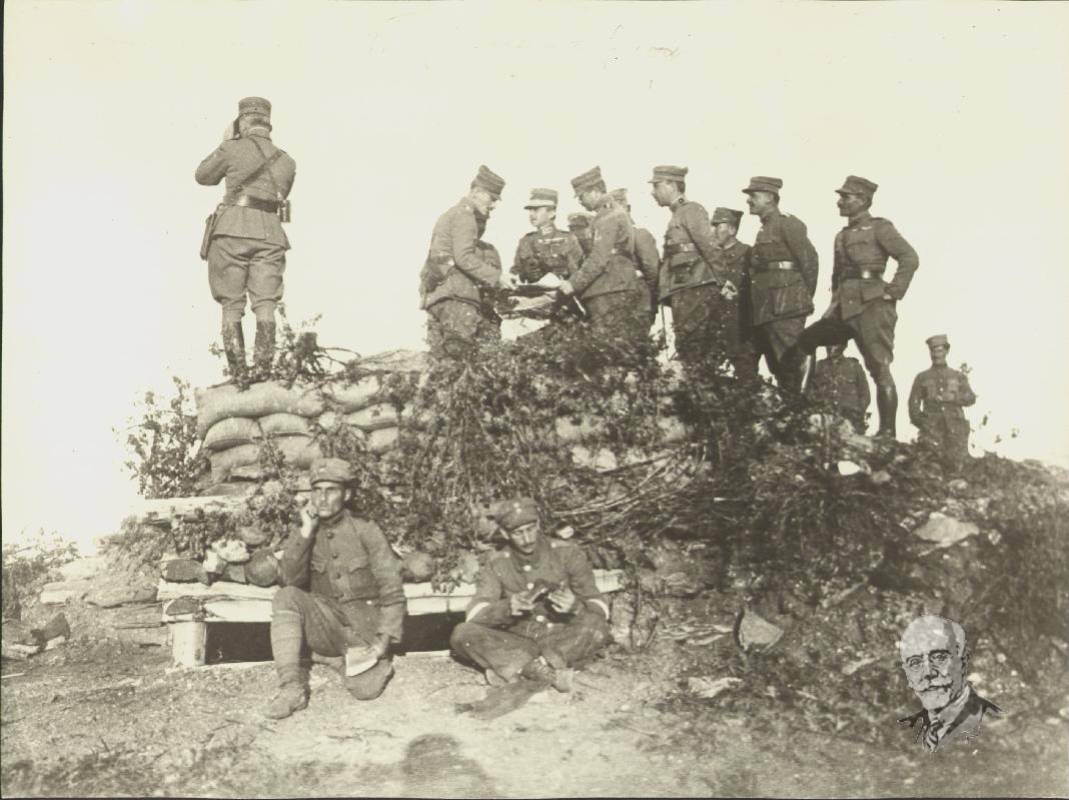
Генерал-майор Леонардопулос на командном пункте, Малая Азия, 1921 год

Отдельная дивизия была сформирована в июле 1921 года в занятой греческой армией Восточной Фракии. Части греческой армии стояли в 50 километрах от занятого союзными флотами, включая греческий, Константинополя.
В атмосфере ухудшающихся отношений с союзниками правительство монархистов вынашивало план внезапного занятия Константинополя силами двух дивизий, одной из которых была Отдельная дивизия.
Первым комдивом дивизии стал генерал-майор Г. Леонардопулос.
Дивизия включала в себя 51-й, 52-й и 53-й пехотные полки, один дивизион полевой и один дивизион горной артиллерии.
4 августа 1921 года, когда 7 дивизий малоазийского экспедиционного корпуса готовились к походу на Анкару, дивизия получила приказ переправиться на азиатский берег Мраморного моря, в Киос (Гемлик).
Дивизия высадилась в Киосе 10 августа и совершила марш к городу Дорилеон (Эскишехир), куда прибыла 2 сентября и вошла в состав III корпуса армии.
Дивизия получила приказ очистить регион восточнее города от турецких сил.
8 сентября, понеся тяжёлые потери, дивизия отбила у турок городок Сеит Гази (Seyit Gazi).
Дивизия установила в регионе 3 линии обороны и совершала налёты на территорию противника.
Однако Леонардопулос тяжело заболел и к октябрю 1921 года передал командование дивизией полковнику Димитрису Теотокису.

## Революция 1922 года
Правление монархистов завершилось поражением армии и Малозийской катастрофой.
После последовавшего антимонархистского восстания греческой армии 11 сентября 1922 года:388:357 генерал -майор Леонардопулос был отозван в действующую армию и был назначен командующим IV корпусом армии для реорганизации «армии Эвроса».
Под давлением своих бывших союзников, в октябре 1922 года Греция была вынуждена подписать Муданийское перемирие, оставить без боя Восточную Фракию (сегодняшнюю европейскую Турцию) и отвести свои войска за реку Эврос (Марица).
Поскольку мирное соглашение ещё не было подписано и возобновление военных действий не исключалось, одной из первоочерёдных задач Революционного правительства было усиление так называемой «Армии Эвроса».
Под руководством генерала Т. Пангалоса Пангалоса была создана хорошо оснащённая и боеспособная армия в 100 тысяч штыков. Английский историк Д. Дакин пишет, что если бы в этот момент было бы принято решение о возобновлении военных действий, то армия Эвроса могла бы молниеносно дойти до Константинополя и турки были не в состоянии остановить её:364.
Однако Э. Венизелос, возглавивший греческую делегацию на Лозаннской мирной конференции использовал Армию Эвроса как угрозу и дипломатическое оружие но подписался под оставлением Восточной Фракии в пределах нового турецкого государства.
Это вызвало гнев генерала Пангалоса решившего использовать Армию Эвроса для установления военной диктатуры и возобновления военных действий в Восточной Фракии.
Будучи личным другом лидера революции Н. Пластираса, генерал-майор П. Гаргалидис предупредил его о угрозе.
Пластирас молниеносными действиями заручился поддержкой других офицеров Армии Эвроса, послал в отставку Пангалоса и назначил на его место генерал-майора Пьеракоса-Мавромихалиса.

## Путч Гаргалидиса — Леонардопулоса
Большинство греческих историков приписывают «Чудо Эвроса» (то есть создание в короткий срок Армии Эвроса) генералу Пангалосу, принижая тем самым вклад в это Чудо его подчинённых, генерал-майоров П. Гаргалидиса и Г. Леонардопулоса.
Заслуги Гарглидиса, как в создании Армии Эвроса, так и в предотвращении путча Пангалоса, не были учтены Революционным комитетом и командующим III корпуса армии вместо него был назначен генерал А. Оттонеос.
Это сблизило Гаргалидиса не только с офицерами-венизелистами возмущёнными подписанием Лозаннских соглашений, но и с монархистами.
В создаваемой разношёрстной коалиции недовольных Революционным комитетом, монархисты, т. н. «Группа майоров», которой руководил полковник Г. Зирас, оставили лидерство генерал-майорам Гаргалидису и Леонардопулосу, как в силу их авторитета в армии так и силу того что они были венизелистами:400.
В октябре 1923 года Греция вступила в предвыборный период. Выборы были назначены на 2 декабря. Путч Гаргалидиса — Леонардопулоса состоялся в ночь с 21 на 22 октября.
Намерением путчистов было вынудить правительство к отставке без вооружённого насилия, создание временного правительства которое проведёт «честные выборы».
О своих намерениях путчисты объявили в 3 газетах: «Армия подтверждает что не будет вмешиваться ни в политическую жизнь, ни в формирование нового правительства ни в деятельность этого правительства. Она ограничиться соблюдением порядка и своими военными обязанностями»:402.
Путчисты выступили в провинции, оставив правительству столицу, Фессалоники и несколько других провинциальных центров.
Реакция Революционного комитета была молниеносной. Одновременно путч был встречен враждебно местными властями, церковью и политическими партиями.
Несмотря на своё численное превосходство, путчисты не проявляли инициативу и теряли время. К 25 октября Революционный комитет вернул под свой контроль всю Северную Грецию.
Силы Гаргалидиса-Леонардопулоса на полуострове Пелопоннес, насчитывавшие 4.500 человек, собрались в городе Коринф, планируя идти на Афины. Корабли ВМФ, остававшегося верным Революции, угрожали Коринфу обстрелом, что вынудило коменданта сдать город без сопротивления.
27 октября, после непродолжительного столкновения в районе горы Киферон, Гаргалидис принял условия сдачи предъявленные ему Пластирасом. Путч был подавлен:361.
1284 офицеров, участвовавших в путче или симпатизировавших путчистам были изгнаны из армии:405.
Среди них был и адъютант короля, Николаидис.
15 ноября сформированный в Элевсине «Полевой трибунал» единогласно приговорил генералов Гаргалидиса и Леонардопулоса к смертной казни и лишения офицерского звания, вместе с подполковниками Аврампулосом и Николареосом.
Понадобилось вмешательство многих правительств, включая Папы римского Пия XI, чтобы расстрелы не состоялись. Впоследствии приговорённые были амнистированы и Революционный комитет ограничился их изнанием из армии
Выборы состоялись 16 декабря и стали триумфом партий близких к Венизелосу. Монархисты отказались принять участие в выборах.
Путч Гаргалидиса-Леонардопулоса был охарактеризован «монархистским движением»:407 и получил несоразмерное с целями его организаторов значение в последовавших политических событиях.
Усилившиеся антимонархистские тенденции привели к провозглашению 25 марта 1924 года Второй Греческой Республики.
Леонардопулос был реабилитирован в 1935 году. Умер в следующем, 1936 году.